# Daumengruppe

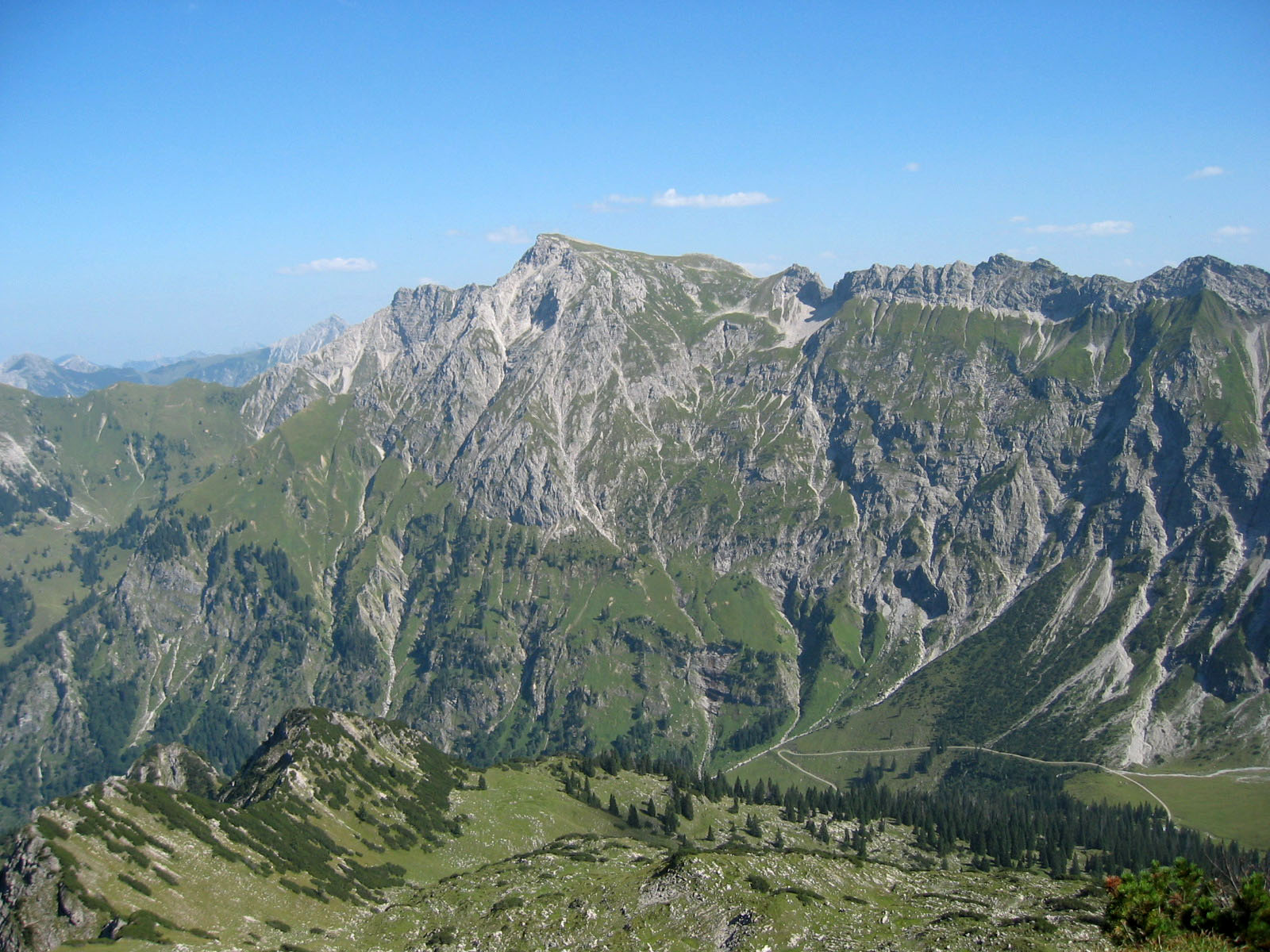
Großer Daumen

Die Daumengruppe ist eine Untergruppe der Allgäuer Alpen in Deutschland. Der Namen leitet sich vom Großen Daumen ab, dem mit 2280 m ü. NHN höchsten Berg der Gruppe. Viele der Gipfel in der Gruppe sind häufig besuchte Ziele und größtenteils mit Wanderwegen erschlossen. Die bekanntesten touristischen Ziele sind die Nebelhornbahn und der Hindelanger Klettersteig. Am Schneck (2268 m ü. NHN) und Himmelhorn (2111 m ü. NHN) finden sich anspruchsvolle Klettertouren. Am Fuße des Schattenbergs (1845 m ü. NHN) bei Oberstdorf findet jährlich auf der Schattenbergschanze das Auftaktspringen der Vierschanzentournee statt.

## Grenzen und Umgebung

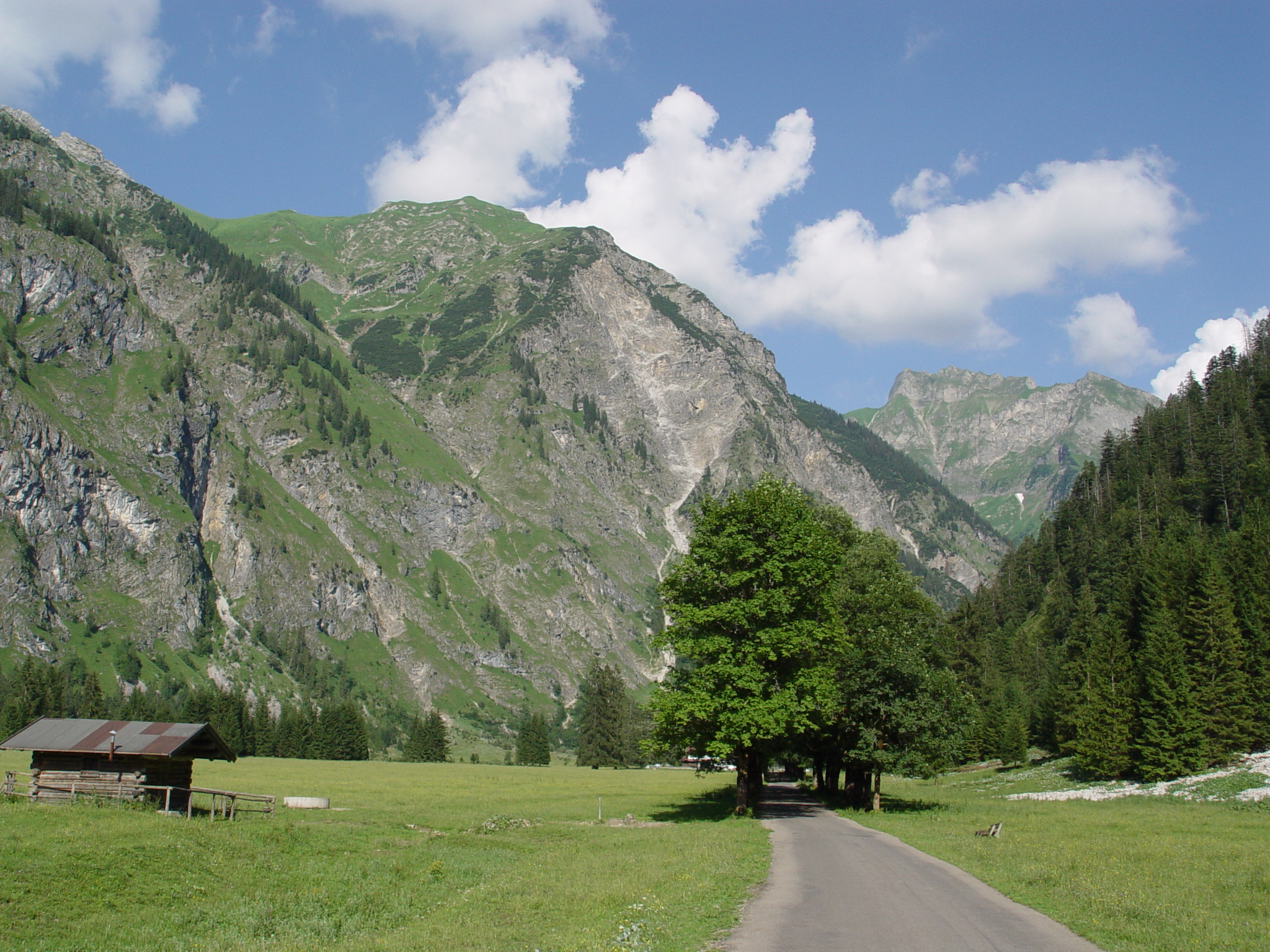
Begrenzendes Oytal: Schochen und Schneck

Nach Norden und Osten begrenzt das Tal der Ostrach die Daumengruppe. Komplettiert wird die östliche Grenze durch das Bärgündeletal, das nach Süden im Himmelecksattel (2007 m ü. NHN) kulminiert. Von hier geht es hinab ins Oybachtal, das in westlicher Richtung zum Illertal bei Oberstdorf führt. Von dort verläuft die Grenze Iller abwärts bis nach Sonthofen, wo von Osten die Ostrach einmündet. Umgebende Untergruppen der Allgäuer Alpen sind im Uhrzeigersinn die Vilsalpseeberge, die Hochvogelgruppe, mit welcher die Daumengruppe über den Himmelecksattel verbunden ist, und die Höfatsgruppe.
Die Daumengruppe gliedert sich in drei weitere Kleingruppen, die durch ihr charakteristisches Erscheinungsbild geprägt sind. Den Nordwestteil bilden relativ niedrige Höhenzüge, die mehr „Voralpencharakter“ aufweisen. Dieser wird vom Retterschwanger Tal nach Osten begrenzt. Dort folgt nach Südosten eine Kette markanter Felsgipfel und eine Karsthochfläche, der Koblat. Dieser Teil geht nochmals nach Südosten über zu den bekannten Allgäuer Steilgrasbergen, die die dritte Kleingruppe bilden.
Das ganze Gebiet der Daumengruppe liegt auf deutschem Staatsgebiet und im Bundesland Bayern. Umfassende Gemeindegebiete sind Bad Hindelang, Oberstdorf und Sonthofen.

## Berge
Höchster Berg der Gruppe ist der Große Daumen (2280 m) im Zentrum der Gruppe. Neben ihm erreichen drei weitere Berge eine Höhe von über 2200 Meter: Schneck (2268 m), Westlicher Wengenkopf (2235 m) und das Nebelhorn (2224 m). Weitere markante Berge der Gruppe sind der Lachenkopf (2111 m), Entschenkopf (2043 m), Rotspitze (2034 m), Rubihorn (1957 m), Schnippenkopf (1833 m) und Imberger Horn (1655 m).

## Geologie

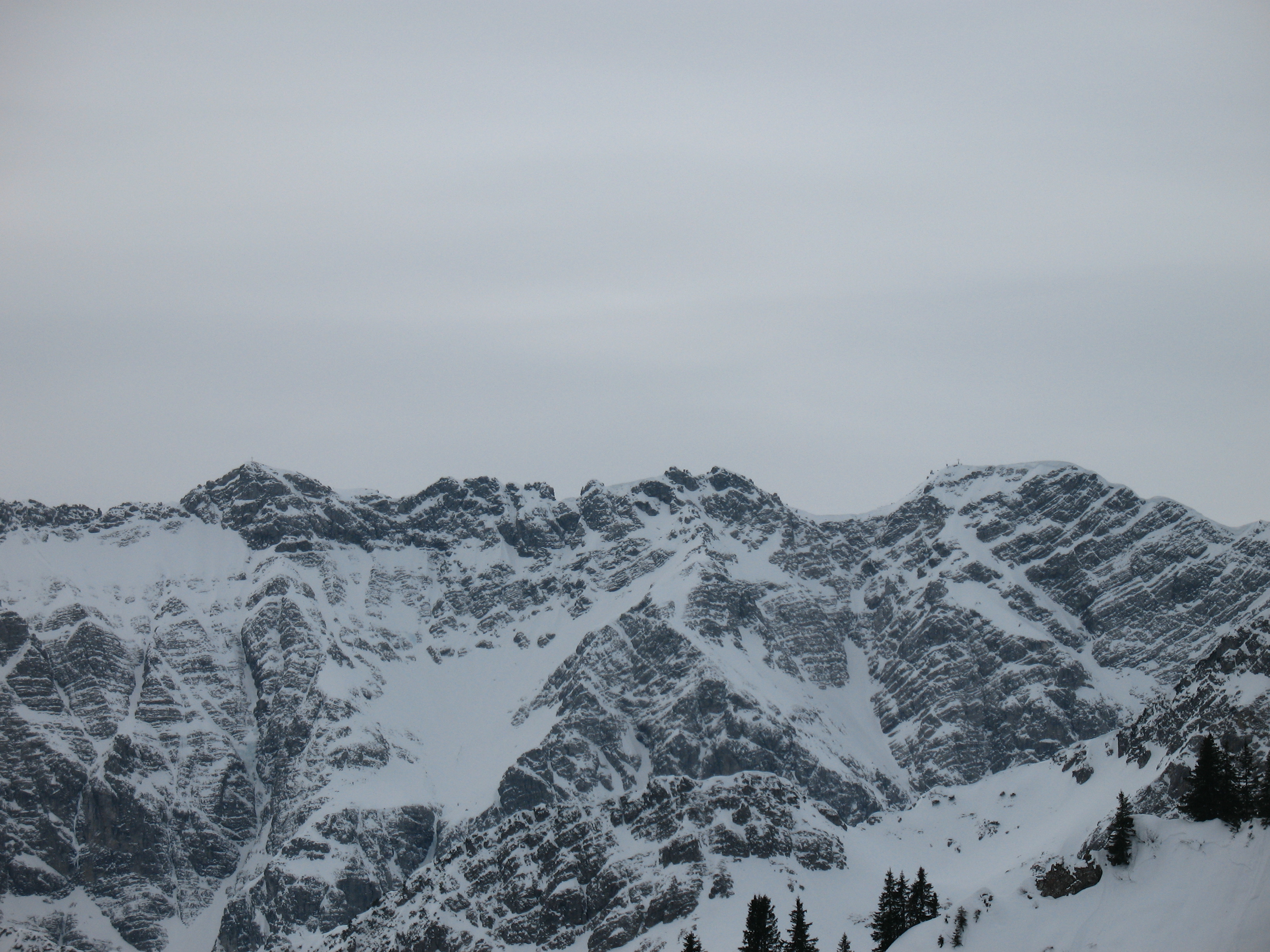
Hauptdolomit-Gipfel: Wengeköpfe und Nebelhorn

Analog zur oben genannten dreiteiligen Untergliederung lässt sich die geologische Struktur der Daumengruppe beschreiben. Der Nordwestteil um den Schnippenkopf (1833 m) gehört zur Flyschzone, die Berge aus Mergeln, Sandsteinen und Tonsteinen aufbaut. Zwar zieht dieser Bergkamm als optische Einheit nach Nordosten, allerdings zeigt sich am aus Hauptdolomit aufgebauten Imberger Horn die Überschiebung der Flyschzone mit kalkalpinen Schichten. Diese Überschiebung baut die Gipfel des Kammes um die Wengenköpfe und des Großen Daumens aus Hauptdolomit auf, darunter liegen Kössener Schichten und Fleckenmergel. Die Schichten fallen nach Süden, woraus die Steilabstürze nach Norden und die sanfteren Geländeformen beispielsweise am Koblat entstehen. Noch weiter nach Südosten schließen sich im Bereich um den Schneck die Steilgrasberge an. Hier wird die sichtbare Oberfläche aus Fleckenmergeln, Aptychenkalken und roten Hornsteinen geformt, die allesamt botanische Vielfalt hervorbringen.

## Seen

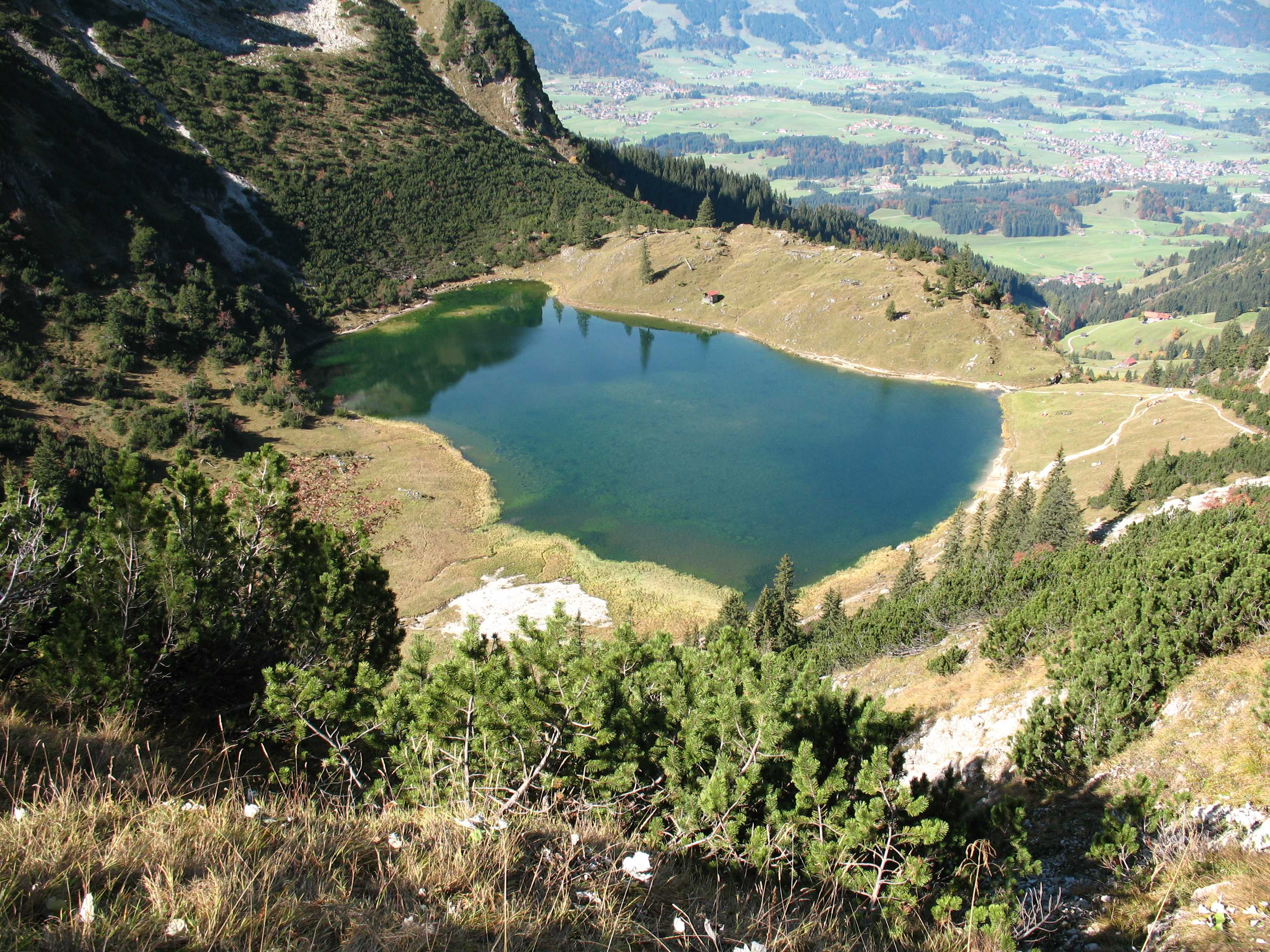
Unterer Gaisalpsee

Einige der geologischen Schichten, die in der Daumengruppe vorkommen, haben wasserstauende Eigenschaften. Dort wo sie relativ nahe an der Oberfläche vorkommen, können sich beispielsweise Seen bilden. Sie befinden sich vermehrt in der Umgebung des mittleren Daumengruppenteils. Den größten See stellt mit einer Fläche von 7,5 ha der Seealpsee (1622 m) dar. Er wird gefolgt vom 3,3 ha großen Unteren Gaisalpsee (1508 m) und dem 3 ha umfassenden Engeratsgundsee (1876 m). Weitere Seen sind der Laufbichlsee (2012 m), der Koblatsee (1966 m) und der Obere Gaisalpsee (1769 m).

## Natur

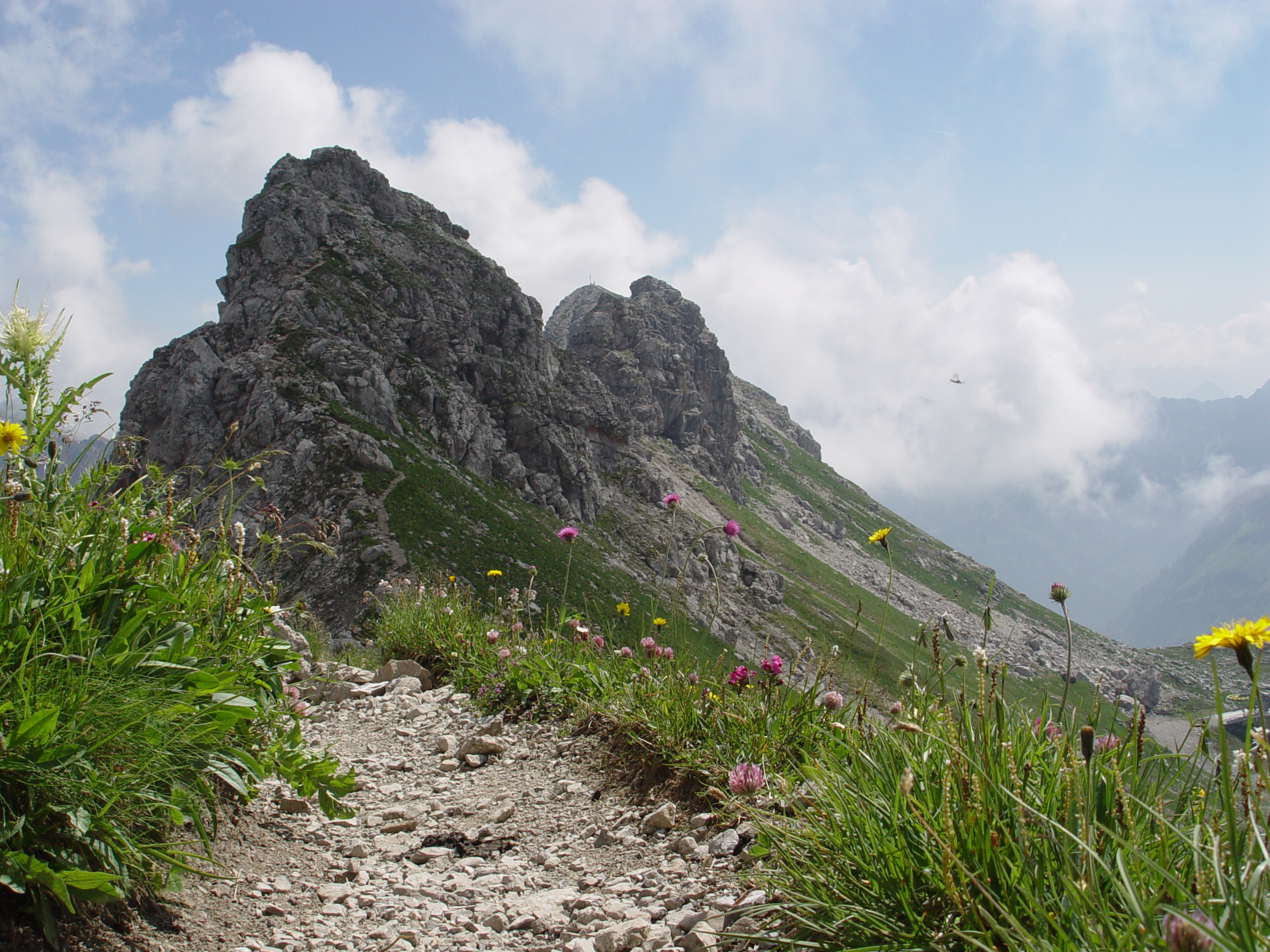
Flora am Nebelhorn

Dort wo Hornsteine, Fleckenmergel und Aptychenkalke den Untergrund prägen, zeigt sich eine große botanische Vielfalt. Am Nordrücken des Schnecks finden sich Gelbe Alpen-Kuhschellen (Anemone sulphurea). Am Kamm vom Salober (2088 m ü. NHN) über das Berggächtle (2007 m) zum Giebel (1948 m) kommen Spinnweb-Hauswurz (Sempervivum arachnoideum) sowie eine Hybride dessen mit dem Berg-Hauswurz, genannt Sempervivum arachnoideum × montanum vor. Dazu wächst auch der Dach-Hauswurz (Sempervivum tectorum). Am Höhenzug über die Gipfel zwischen Zeiger (1995 m ü. NHN) und Lachenkopf (2111 m ü. NHN) gedeihen die seltene Echte Mondraute (Botrychium lunaria) und die Strauß-Glockenblume (Campanula thyrsoides).
Ein Großteil der Daumengruppe liegt im Naturschutzgebiet Allgäuer Hochalpen.

## Alpinismus

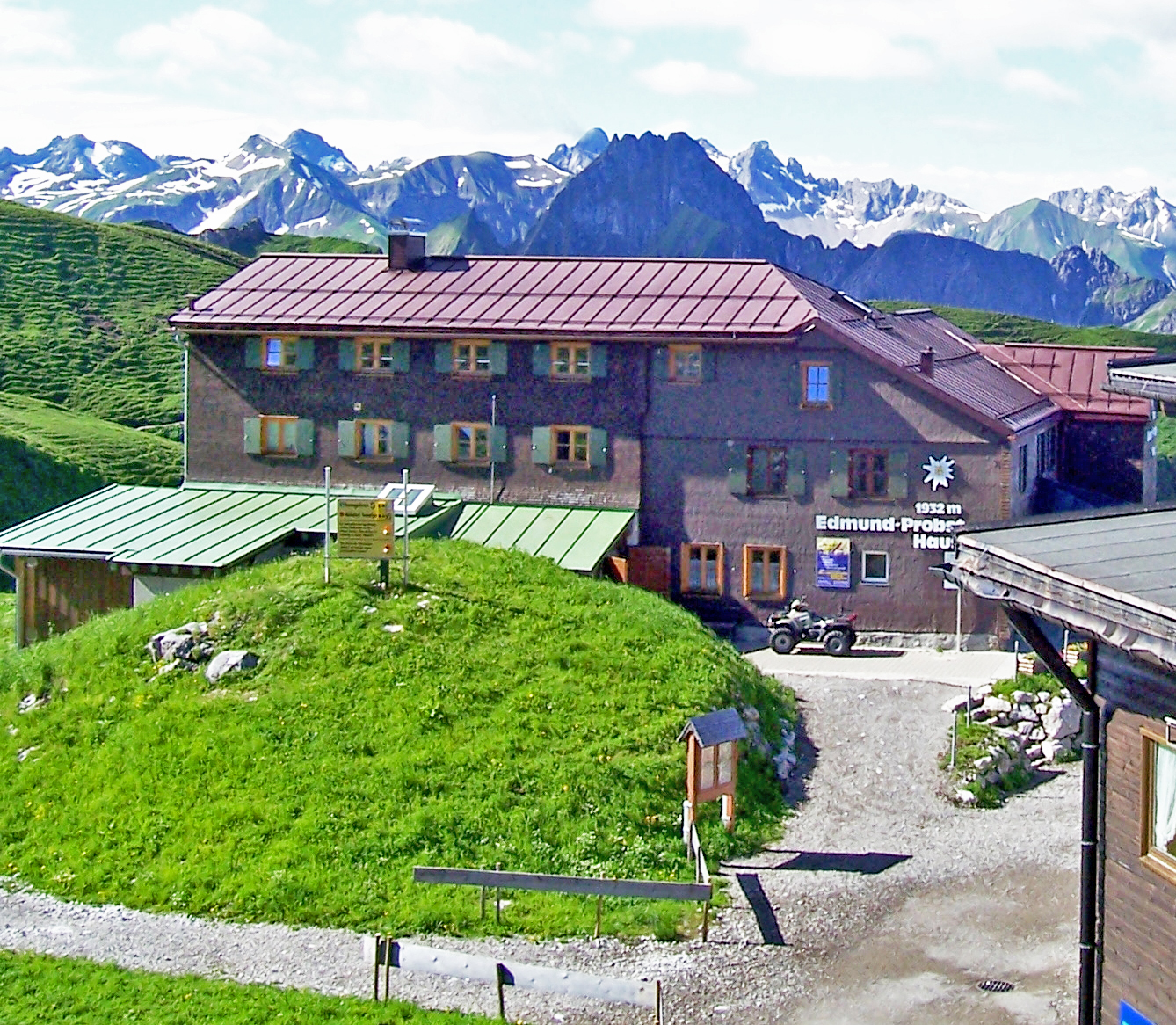
Edmund-Probst-Haus

Alpenvereinshütten in der Daumengruppe sind das Edmund-Probst-Haus (1927 m ü. NHN) am Fuße des Nebelhorns und die Schwarzenberghütte (1380 m) über dem Hintersteiner Tal.

### Wandern und Bergsteigen
Seilbahnen erlauben am Nebelhorn (Nebelhornbahn von Oberstdorf) und Imberger Horn (Hornbahn von Bad Hindelang) einen leichten Zugang zu Gipfeln der Daumengruppe. Viele Wanderwege führen zu Seen und Gipfeln der Umgebung.
Vom Nebelhorn und Edmund-Probst-Haus führt der Laufbacher-Eck-Weg unter Großem (2085 m) und Kleinem Seekopf (2096 m), dem Schochen (2100 m) zum Laufbacher Eck (2178 m) und von dort zum Prinz-Luitpold-Haus (1846 m). Von Oberstdorf verläuft unter der Nebelhornbahn ein Geologischer Lehr- und Wanderpfad zum Nebelhorn hinauf.

### Hindelanger Klettersteig

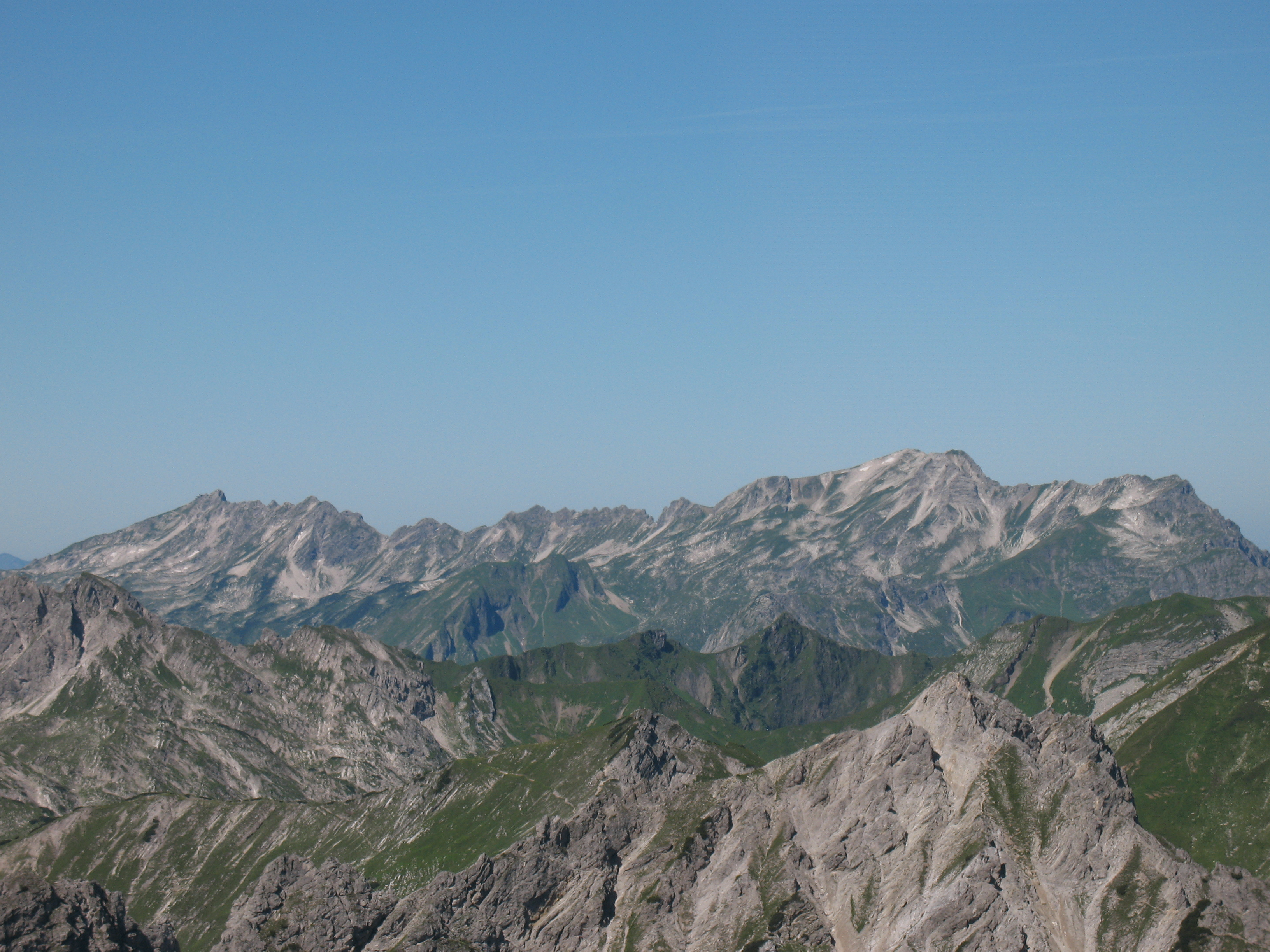
Hindelanger Klettersteig: Wengenköpfe bis Kleiner Daumen

Mit dem Hindelanger Klettersteig (Schwierigkeit B/C und I-II) führt einer der beliebtesten Klettersteige Bayerns entlang des Kammes zwischen Nebelhorn und Breitenberg (1893 m) durch die Daumengruppe.

### Klettern
An einigen Wänden der Daumengruppe wurde Allgäuer Klettergeschichte geschrieben. 1922 eröffneten Philipp Risch und seine Gefährten eine Tour durch die Ostwand des Schneck, die lange Zeit die schwierigste Route (VI-, A0) in den Allgäuer Alpen darstellte. Ein „Meilenstein“ der Allgäuer Klettergeschichte gelang im Jahr 2000 den Brüdern Jürgen und Michael Schafroth zusammen mit Toni Steurer in der Schneck Ostwand: Das graue Element (VIII+).
Am Himmelhorn (2111 m) ist der Rädlergrat ein schwieriger Klassiker (V, A0 oder VI), den berühmte Kletterer wie Gaston Rébuffat oder Hermann Buhl begingen. In der Südwand des Himmelhorn begingen 1958 Michael Tauscher und W. Teufele eine Route (VI-, A3), die noch heute ein „Freikletterproblem“ darstellt. Im Jahr 2000 eröffnete Matthias Robl am Rand der Südwand die Route Sky Ride (IX-). An der Südwand des Östlichen Wengenkopfs (2207 m) eröffneten 1994 Robert Jasper und Stefan Meineke in der Südwand die Route La Traviata (VIII+).